# Irukandji

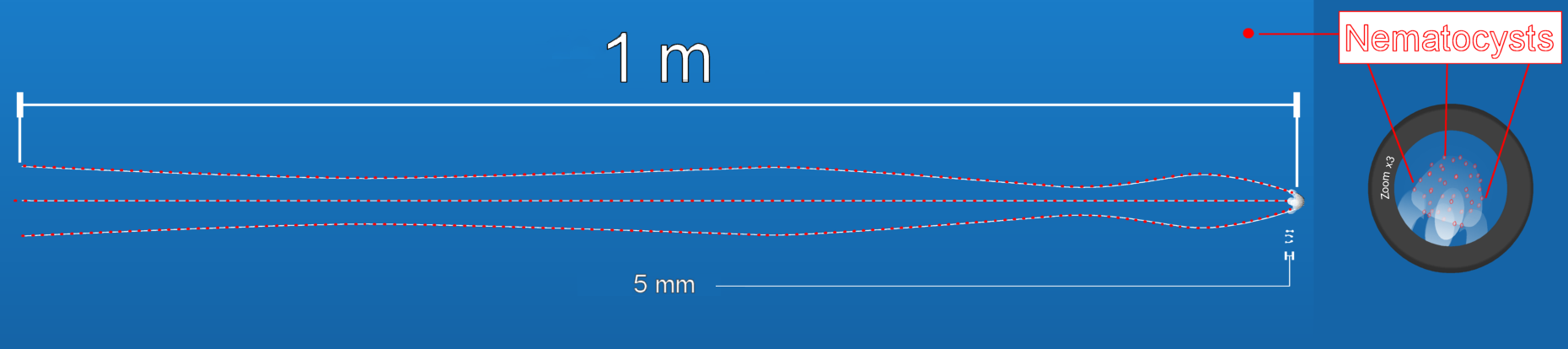
Meduza Irukandji (mărime)

Irukandji (Carukia barnesi) este o meduză mică, extrem de veninoasă, care face parte din clasa Cubozoa, și poate fi întâlnită în apele din nordul Australiei. Poate fi găsită în special în apele adânci ale recifurilor, și are corpul acoperit de numeroase nematociste. Meduza Irukandji are un clopot de numai 2 - 2,5 centimetri lățime. Organele cu care înțeapă, denumite nematociste, sunt localizate la nivelul tentaculelor și a clopotului. Irukandji are doar patru tentacule, dar mii de nematociste, aceste nematociste sunt organe vezicante prin care iese veninul și se duce în corp că un harpon, aceste harpoane se duc în corp foarte fulgerător, iar înțepătură e că și cum te-ai fi ars cu fierul de călcat încins. Se hrănește în special cu pești mici.